# Ropczyce
Ropczyce – miasto w zachodniej części województwa podkarpackiego, siedziba powiatu ropczycko-sędziszowskiego i miejsko-wiejskiej gminy Ropczyce. Położone jest na pograniczu Pogórza Środkowobeskidzkiego i Kotliny Sandomierskiej, nad rzeką Wielopolką.
Według danych z 31 grudnia 2024 r. Ropczyce liczyły 15 855 mieszkańców.
Miasto stanowi centrum administracyjne powiatu – znajduje się tu m.in. starostwo, sąd rejonowy, prokuratura rejonowa, komenda powiatowa Policji i Państwowej Straży Pożarnej. Ropczyce były miastem królewskim Korony Królestwa Polskiego.

## Położenie
Ropczyce (przy współrzędnych 50°03′10″N 21°36′33″E/50,052778 21,609167) położone są na granicy mezoregionów Pradoliny Podkarpackiej i Pogórza Strzyżowskiego, na granicy dwóch makroregionów Pogórza Środkowobeskidzkiego i Kotliny Sandomierskiej. Przez miasto przepływa rzeka Wielopolka.
Historycznie Ropczyce leżą w dawnej ziemi sandomierskiej w Małopolsce. Wchodziły w skład województwa sandomierskiego (I Rzeczpospolita), Galicji (XVIII – 1918 rok), województwa krakowskiego (okres II Rzeczypospolitej), tzw. dużego województwa rzeszowskiego (w latach 1945–1975) oraz województwa rzeszowskiego (w latach 1975–1998).
Według danych z 1 stycznia 2013 r. powierzchnia miasta wynosiła 47 km².

## Toponimia
Nazwy Ropczyce nie da się w żaden prosty sposób wyjaśnić. Istnieją 2 różne hipotezy na temat jej pochodzenia:
- W 1906 Józef Sulisz, etnograf pochodzący z Ropczyc, szukał źródła jej nazwy. Napisał, że Pierwotnymi osadnikami mieli być Niemcy, a ponieważ w tych stronach były wtedy liczne bandy rozbójnicze, stąd nazwali swoją osadę z niemiecka Raub-schütze, by się mieć na baczność przed napastnikami[6].
- W 1975 A. Orzechowska w swojej książce przytacza zapisy pt. Ropczyca, Ropczicze, Antiqua Roboczicze seu Chechli, Ropczyce. Twierdzi, że nazwa pochodzi od nazwy osobowej Ropek, która została zanotowana w 1482[7]

W dokumencie zakonu koprzywnickiego wystawionym w 1363 wśród świadków wymieniony jest Zbygniew de Ropaczycz. Dokument zachował się w późniejszej kopii. W dokumencie z 1391 dotyczącym plebana ropczyckiego nazwa miasta została zapisana kilkakrotnie Robczicze, a raz Robszicze. To pierwszy zapis, który zachował się w oryginale. W przywileju lokacyjnym Gnojnicy z 1394 wspomniane są też Ropczicze, w którym występuje Więcesław de Ropczicze. Do końca XIV w. nazwa została zanotowana w sześciu różnych wariantach: Robcice (1400); Ropczyce (1356, 1394, 1397, 1399); Ropczyca (1362); Robczyce (1391, 1399, 1400); Robszyce (1391); Ropszyce (1399).

## Historia
Osada na terenie dzisiejszych Ropczyc istniała już w XIII wieku. Wiadomo, że w 1226 roku została spalona podczas najazdu Rusinów. Dokument wydany w 1282 roku przez Leszka Czarnego wymienia Ropczyce i okoliczne wsie z nazwy. W 1362 roku, król Kazimierz Wielki nadał Mikołajowi i Janowi Gielnicom przywilej lokacyjny miasta. Powstało ono na terenie osad Starej i Nowej Ropczycy. Miasto królewskie zostało założone na prawie magdeburskim w 1353 roku.
Miasto zachowało obowiązek udzielania stacji. Wiek XV i XVI zaznaczył się ożywionym rozwojem Ropczyc. Rozwinęły się rzemiosło i handel, a położenie miasta na skrzyżowaniu ważnych szlaków handlowych zaktywizowało miejscowych kupców, których kontakty sięgały Rusi, Krakowa oraz miast węgierskich. Przez pewien czas Ropczyce szczyciły się mianem „małego Gdańska”, co świadczy o znaczeniu miasta.
Wiek XVII zaznaczył się kryzysem miasta, który dotknął większość miast Rzeczypospolitej. W 1607 roku miasto spustoszyli żołnierze Zebrzydowskiego. W 1655 roku splądrowali je Szwedzi. Kryzys pogłębiały coraz wyższe podatki oraz niekorzystne dla mieszczan prawodawstwo.
Po I rozbiorze (1772) miasto weszło w skład zaboru austriackiego. Początkowo znajdowało się w cyrkule Pilzno z siedzibą w Rzeszowie, a od 1782 r. w cyrkule rzeszowskim. Parę lat później znów zaczęły się w nim rozwijać rzemiosło i handel. W wydanym po raz pierwszy w 1786 r. opracowaniu pt. „Geografia (...) Galicyi i Lodomeryi” autorstwa hrabiego Ewarysta Andrzeja Kuropatnickiego czytamy bowiem: Miasto sławne jarmarkami na żywności postne od wstępnej środy w post, kilkodniowy ale liczny bardzo w kupców i kupujących. W 1856 roku miasto straciło szansę na dalszy rozwój, gdyż nowo budowana linia kolejowa Kraków-Rzeszów ominęła je. W 1873 roku wielki pożar strawił niemal całą drewnianą zabudowę miasta.
Po I wojnie światowej miasto weszło w skład II Rzeczypospolitej. W 1937 roku straciło funkcję miasta powiatowego na rzecz Dębicy.
Podczas okupacji hitlerowskiej, w czerwcu 1942 roku Niemcy utworzyli getto dla żydowskich mieszkańców Ropczyc oraz okolicznych miejscowości. Przebywało w nim około 1000 Żydów. 27 lipca 1942 roku zostali wywiezieni do getta w Sędziszowie Małopolskim oraz obozu zagłady w Bełżcu i tam zamordowani.
23 lipca 1944 roku miasto zostało zajęte przez żołnierzy 60 Armii 1 Frontu Ukraińskiego (w 1959 roku odsłonięto na rynku Pomnik Wdzięczności).
W 1955 roku Ropczyce odzyskały status miasta powiatowego.
Po wojnie na budynku ówczesnej komendy milicji na pl. Wolności wmurowano tablicę upamiętniającą 16 funkcjonariuszy MO, którzy polegli w latach 1944–1947.

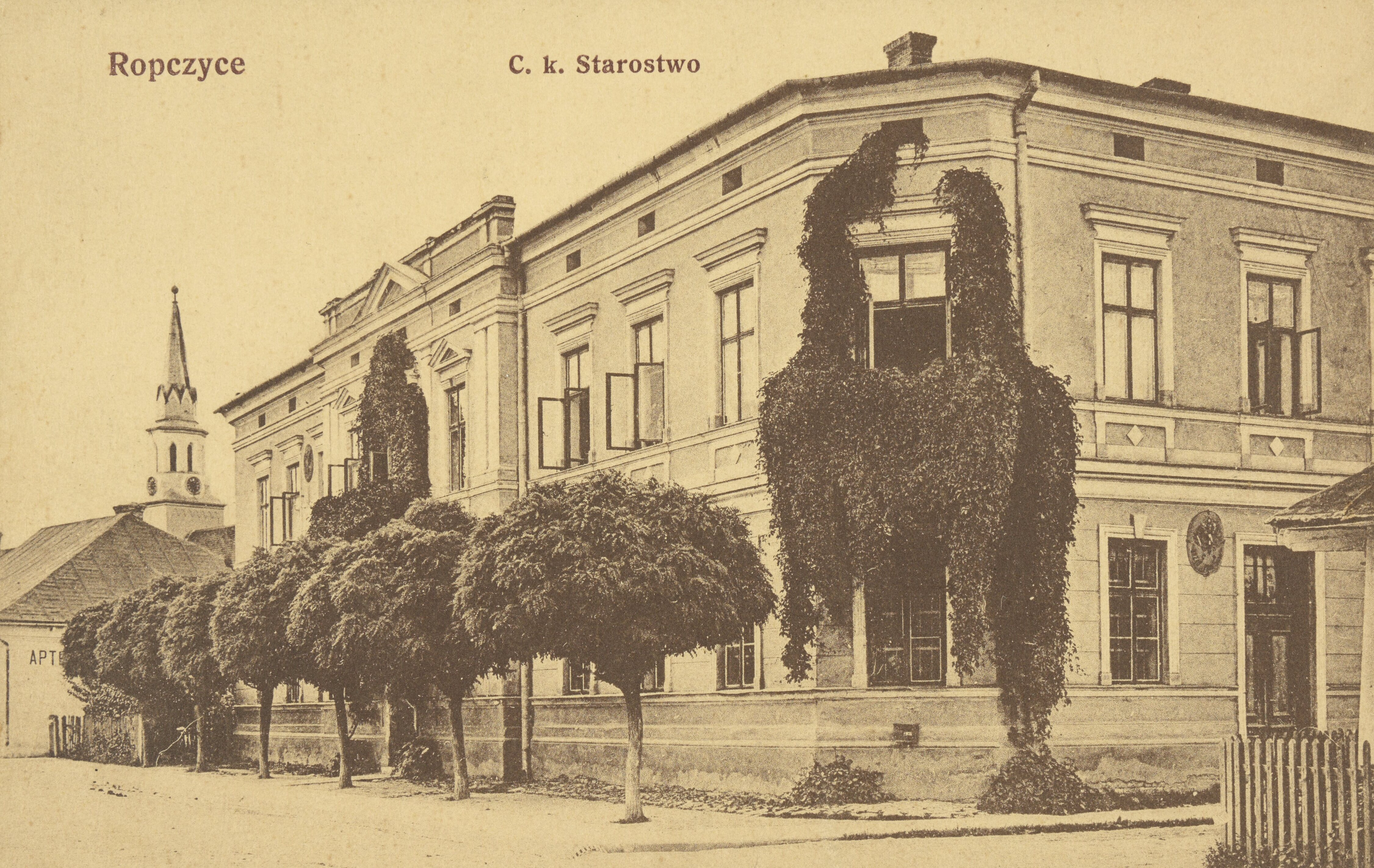
Starostwo, około 1906-1914
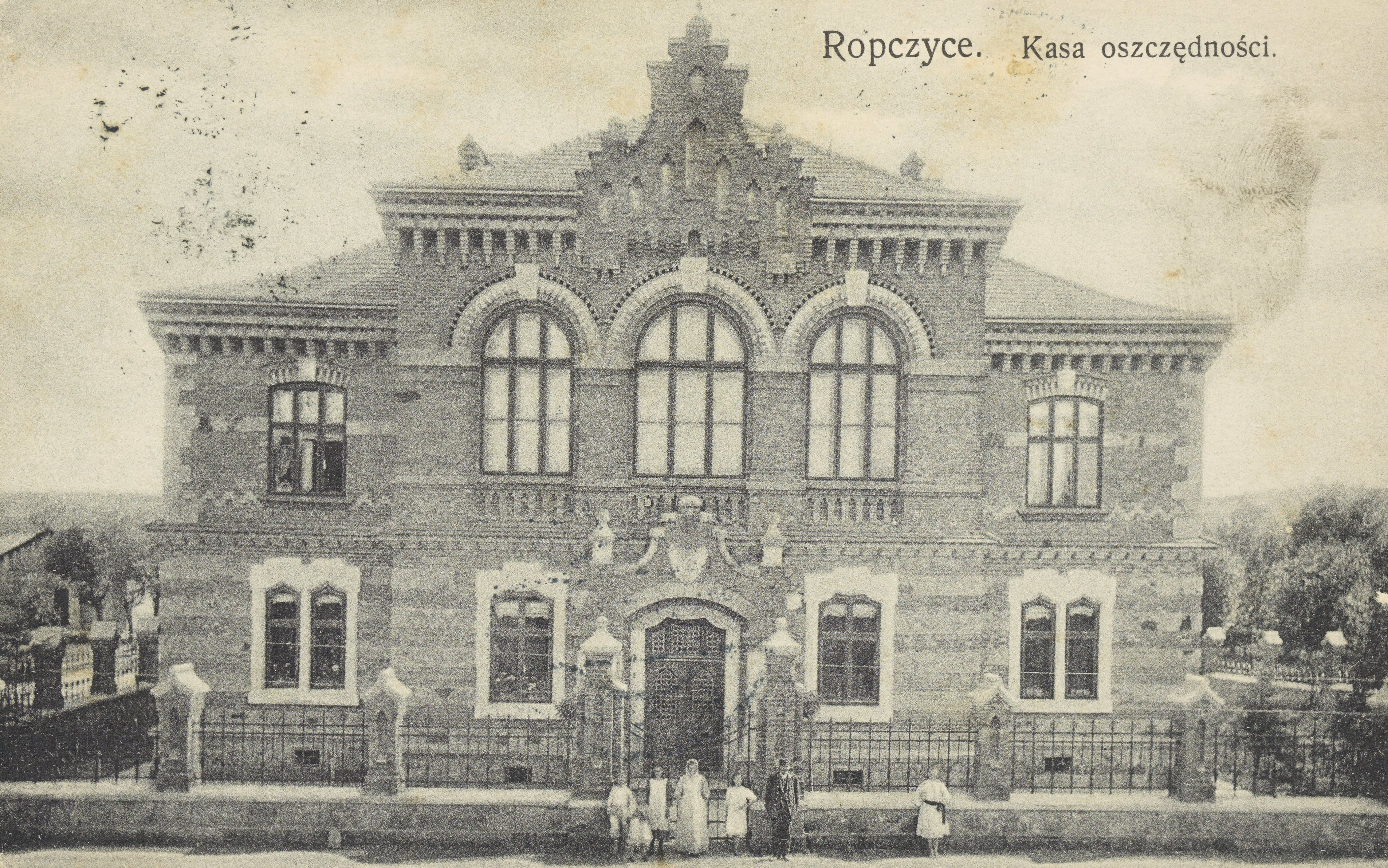
Kasa oszczędności, 1907

## Symbole miasta
Herb Ropczyc
Herb miasta przedstawia w polu błękitnym ptaka – symbolizującego sokoła, barwy naturalnej (cielistej), o rozpostartych skrzydłach, ze złotą literą „R” w dziobie, stojącego na białej podkowie ze złotym krzyżem maltańskim w środku.

## Architektura

### Układ urbanistyczny

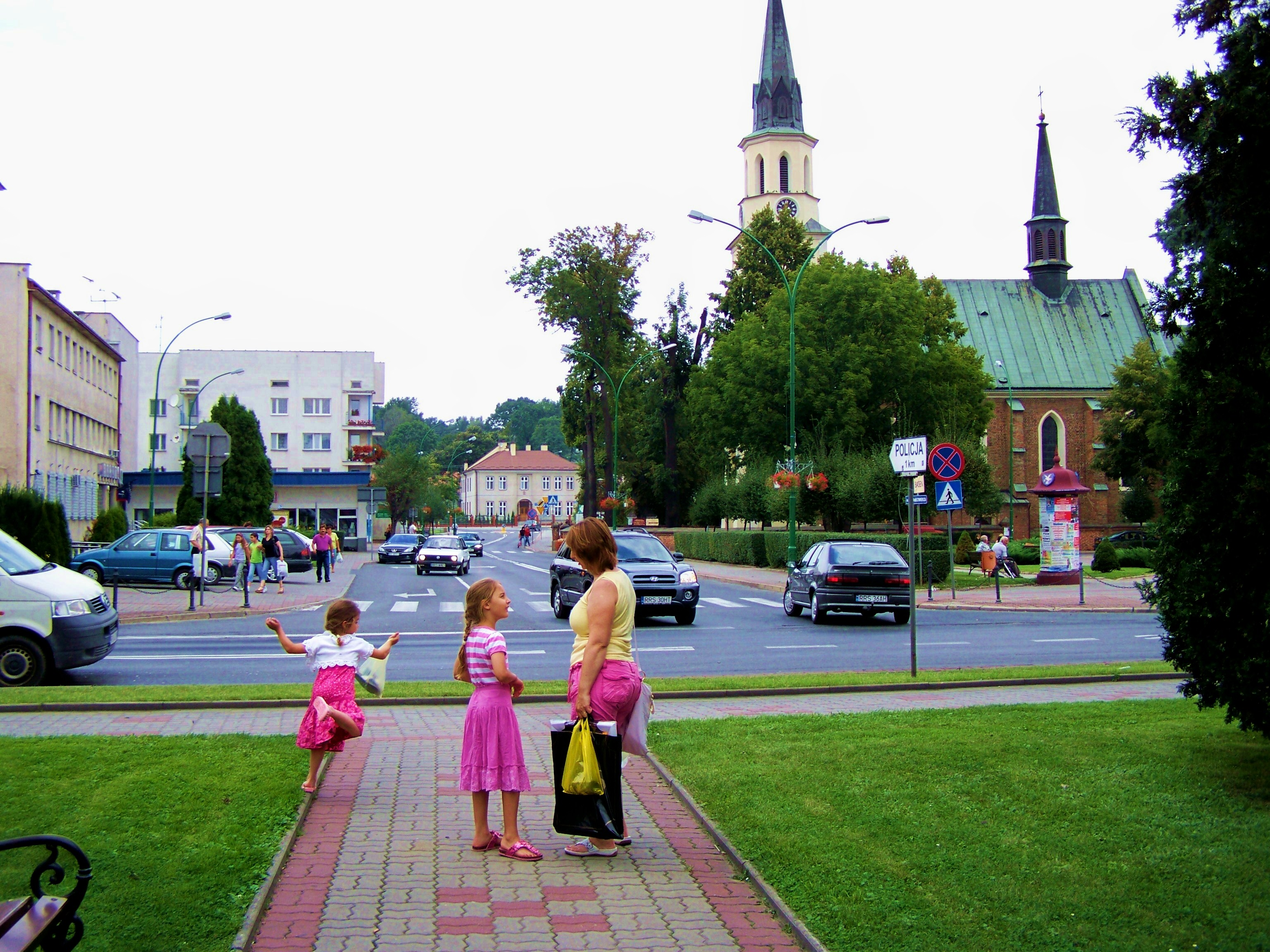
Centrum Ropczyc

We współczesnym planie miasta wyraźnie widać, że zabudowa miejska koncentruje się wzdłuż głównych dróg przebiegających przez miasto (przed oddaniem obwodnicy miasta), tj. droga krajowa nr 94 i drogi wojewódzkiej nr 986. 10 października 2010 oddano do użytku obwodnicę miasta o długości 4,7 km.
Widocznym podziałem miasta są osiedla o odmiennej zabudowie urbanistycznej. Najbardziej charakterystyczne to tzw. górka, czyli osiedla św. Barbary i Północ. Potoczna nazwa wzięła się od ulokowania osiedli na wzgórzu. Dominuje tu budownictwo mieszkalne wielorodzinne zbudowane z wielkiej płyty w latach 80. i 90. XX wieku (os. św. Barbary i Północ I) oraz zabudowa mieszkalna jednorodzinna (os. Północ II). Odmienny typ to tzw. dół lub miasto, czyli osiedle Śródmieście z typową miejską zabudową, gdzie zlokalizowane są urzędy, sklepy, gastronomia oraz budynki mieszkalne jednorodzinne i wielorodzinne, tutaj znajduje się centralny punkt miasta, czyli rynek oraz planty. Osiedle Czekaj natomiast to część przemysłowa miasta gdzie znajdują się największe ropczyckie zakłady pracy, osiedle mieszkaniowe wielorodzinne zbudowane w latach 90. XX wieku dla pracowników cukrowni oraz typowe budownictwo jednorodzinne. Pozostałe osiedla w Ropczycach mają charakter budownictwa jednorodzinnego z większym lub mniejszym charakterem rolniczym.

## Demografia
Piramida wieku mieszkańców Ropczyc w 2014 roku:
|  |

31 grudnia 2016 r. miasto miało 15 763 mieszkańców, co lokowało miasto, pod względem ludności, na 14. miejscu w województwie.

## Zabytki

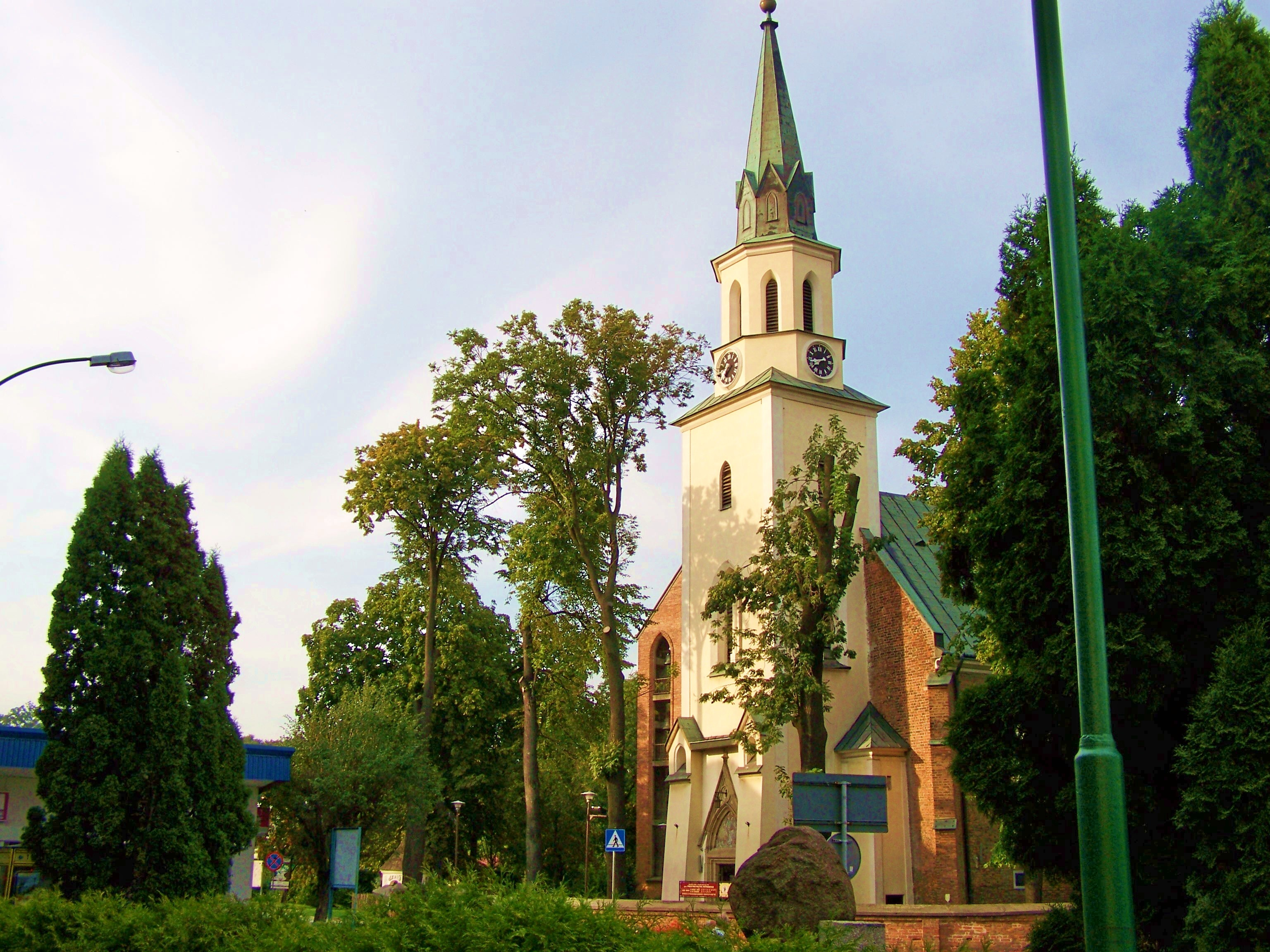
Kościół parafialny pw. Przemienienia Pańskiego

- Kościół parafialny pw. Przemienienia Pańskiego zbudowany ok. 1368 roku, przebudowany po pożarze w 1873[24];
- sanktuarium Matki Bożej Królowej Rodzin wzniesione ok. 1730 roku, dwukrotnie remontowane w latach 1883 i 1951, wraz z bramą wejściową i ogrodzeniem z XIX wieku[24];
- poczta konna, ul. Mickiewicza 1-6, z XVIII wieku[24]
- budynek dawnej Kasy Oszczędności z 1905 r.[24]
- dom z XVIII wieku, Rynek 2 (d. 14/15)[24]
- dom drewniany z 1862 r., ul. Słowackiego 5[24]
- dom drewniany z 2. połowy XIX wieku, ul. Wyszyńskiego 2[24]
- kapliczka św. Jana Nepomucena, zbudowana w XIX wieku;
- dom drewniany z XIX wieku (ul. Najświętszej Marii Panny 8) – miejsce urodzenia Józefa Mehoffera; dom został rozebrany w 1995 roku[25]
- cmentarz żydowski.

## Administracja
Miasto ma 9 jednostek pomocniczych zwanych osiedlami: Świętej Barbary, Brzyzna, Chechły, Czekaj, Granice, Pietrzejowa, Północ, Śródmieście, Witkowice. W każdej z nich mieszkańcy wybierają radę osiedla, która z kolei wybiera zarząd osiedla i przewodniczącego zarządu.
Organem wykonawczym władz jest burmistrz, którym obecnie jest Kazimierz Moskal (PiS), wybrany po raz kolejny w wyborach samorządowych. Siedzibą władz jest budynek na ul. Krisego, w którym mieści się także większość urzędów.
Burmistrzowie Ropczyc (przed 1990 r.)
- Jakub Dobrowolski (ur. 1827, zm. 13.10.1919)
  - pełnił obowiązki Kasjera Miejskiego Ropczyc przez kilkanaście lat
  - wiceburmistrz od 1878
  - Burmistrz Ropczyc Od 1892 do 1895

Burmistrzowie Ropczyc (od 1990 r.)
- 1990-1998 do uzupełnienia
- Bolesław Bujak (1998-2001 w trakcie pełnienia kadencji został wybrany na posła do Sejmu IV kadencji)
- Ryszard Kapała (2001-2002 wybrany w miejsce ustępującego Bolesława Bujaka)
- Stanisław Fąfara (Porozumienie Samorządowe, 2002-2006)
- Bolesław Bujak (2006 – 2024)
- Kazimierz Moskal (od 2024)

W Ropczycach znajdują się 2 biura poselskie: Kazimierza Moskala (PiS), Jana Tomaki (PO). Parlamentarzyści zostali wybrani z okręgu wyborczego numer 23 (rzeszowsko-tarnobrzeski).
W Ropczycach działa prokuratura rejonowa, znajduje się tu również sąd rejonowy, urząd skarbowy.

## Gospodarka
Ropczyce jako stolica powiatu ropczycko-sędziszowskiego są ważnym ośrodkiem przemysłowym regionu. W mieście i gminie swoją siedzibę mają liczne zakłady przemysłowe. Znajdują się tutaj fabryki części do przekładni lotniczych, zakłady wyrobu materiałów ogniotrwałych, zakłady przemysłu spożywczego, produkcji opakowań, jak również stocznia jachtowa. Część terenu miasta należy do Specjalnej Strefy Ekonomicznej EURO-PARK MIELEC.
- Aero Gearbox International Poland[27]
- Zakład Produkcji Cukierniczej CUKROMIX-BIS Sp. z o.o.
- Zakłady Magnezytowe „Ropczyce” S.A.[28]
- ZM Invest S. A.[29]
- ZM Service Sp. z o.o.[30]
- UTC CCS Manufacturing Poland (Kidde Polska)
- Rega Yacht[31]
- Südzucker Polska S. A. Zakład Produkcyjny Cukrownia Ropczyce[32]
- Cargill Animal Nutrition, Cargill Pasze Sp. z o.o[33]
- Weldon Sp. z o.o.[34]
- Eurovia Polska S.A.[35]
- Wytwórnia Prefabrykatów Drogowych NIWA Sp. J.
- Gminna Spółdzielnia Samopomoc Chłopska Ropczyce
- Zakład Produkcyjno- Handlowy Cerplast Sp. z o.o.[36]
- Pack System Sp. J.[37]
- Kopalnia Ropy Naftowej Brzezówka (gmina Ropczyce, m. Brzezówka)[38]
- Fabryka Farb i Lakierów Śnieżka Zakład Produkcyjny (gmina Ropczyce m. Lubzina)[39]

## Oświata i kultura

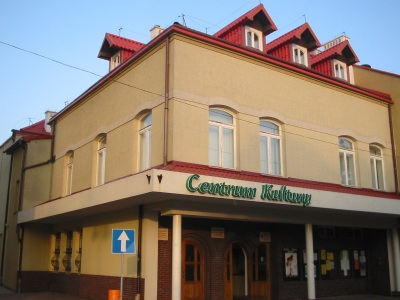
Centrum Kultury w Ropczycach

- Wyższa Szkoła Inżynieryjno-Ekonomiczna (obecnie uczelnia ta ma swoją siedzibę w Rzeszowie)
- Liceum Ogólnokształcące im. Tadeusza Kościuszki
- Zespół Szkół im. ks. dr. Jana Zwierza
- Zespół Szkół Agrotechnicznych im. Wincentego Witosa
- Nauczycielskie Kolegium Języków Obcych (zlikwidowane)
- Centrum Kształcenia Praktycznego
- Biblioteka Powiatowa oraz 2 filie miejskie
- Centrum Kultury

## Media
- miesięcznik „Ziemia Ropczycka”
- miesięcznik „Wspólnota Królowej Rodzin”
- tygodnik „Głos Powiatu Ropczycko-Sędziszowskiego”
- tygodnik „Dobry Tydzień”
- lokalna gazeta „Spichlerz Galicyjski”
- Telewizja Miejska
- Tygodnik „Reporter”

## Wspólnoty wyznaniowe

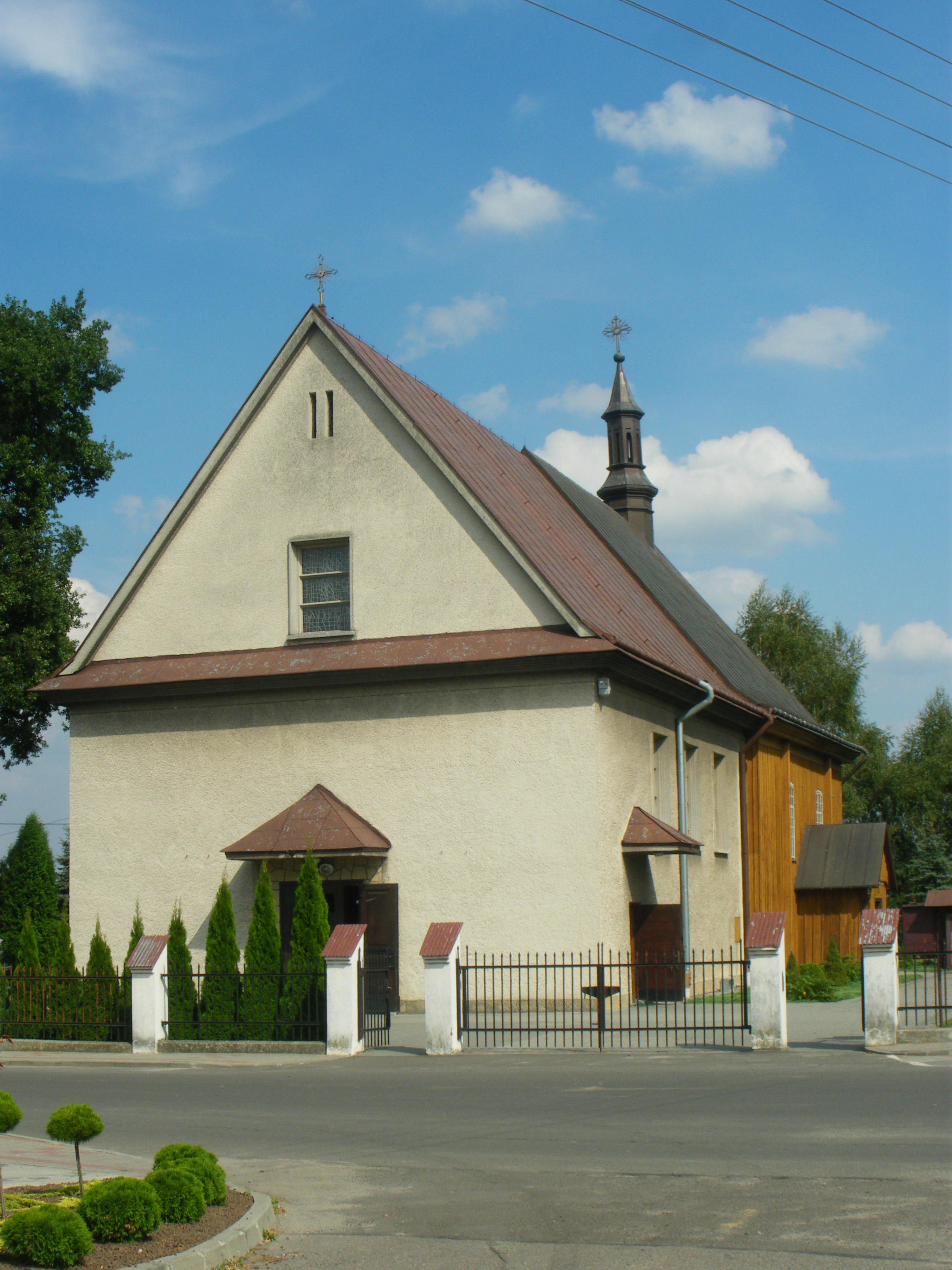
Kościół parafialny pw. św. Michała Archanioła

- Kościół rzymskokatolicki (dekanat Ropczyce):
  - parafia św. Anny
  - parafia św. Barbary
  - parafia św. Michała Archanioła
  - parafia Przemienienia Pańskiego
  - parafia Świętej Rodziny
  - parafia św. Urszuli Ledóchowskiej
- Świadkowie Jehowy:
  - zbór Ropczyce (w tym grupa języka migowego) – Sala Królestwa ul. Kolonia 56a[40].

## Sport i rekreacja

### Kluby sportowe
- KS Błękitni Ropczyce – siatkówka mężczyzn
- MKS Błękitni Ropczyce – piłka nożna
- UKS Sokół Ropczyce – badminton
- MUKP „Fala” Ropczyce – pływanie
- UKS Czekaj Ropczyce – piłka nożna

### Obiekty sportowe
- Zespół Basenów Kąpielowych RCSiR (kryta pływalnia, jacuzzi, zespół saun, grota solno- jodowa, 3 baseny odkryte)
- Hala Widowiskowo-Sportowa
- Stadion Miejski (boisko trawiaste, oświetlona bieżnia lekkoatletyczna, trybuny, zaplecze techniczne)
- Ogródek Jordanowski (plac zabaw, skatepark, boiska, siłownia plenerowa)
- Kompleksy boisk Orlik 2012 na os. św. Barbary i os. Witkowice, powstałe w ramach programu Orlik 2012.
- Sztuczne lodowisko
- Korty tenisowe (ul. Mickiewicza)
- Siłownia ‘Dominator’ (w obiektach Zespołu Basenów Kąpielowych)

### Rekreacja
- Rezerwat przyrody Szwajcaria Ropczycka
- Planty (ławeczka Józefa Mehoffera)
- Rynek miejski
- Ropczyckie Centrum Sportu i Rekreacji[41]
- Hala widowiskowo-sportowa[42]
- Zespół Basenów Kąpielowych (kryta pływalnia, zespół saun, grota solno-jodowa, baseny otwarte, boisko do siatkówki plażowej)[43]
- Siłownie i klub fitness
- Ogródek Jordanowski (plac zabaw, skatepark, boiska, siłownia plenerowa)[44]
- Korty tenisowe (ul. Mickiewicza)[45]
- Stadion Miejski (boisko trawiaste, oświetlona bieżnia lekkoatletyczna, trybuny, zaplecze techniczne)[46]
- Boiska sportowe o sztucznej nawierzchni Orlik 2012 (na os. św. Barbary, Witkowice)[47]
- Sztuczne lodowisko[48]
- Kręgielnia[49]

#### Trasy rowerowe
- Ropczyce – Gnojnica – Ropczyce
- Ropczyce – Mała – Ropczyce
- Ropczyce – Kamionka – Ropczyce

#### Trasy piesze
- Ropczyce – Łączki Kucharskie – Mała – Brzeziny – Góra Bardo (skrzyżowanie szlaków)
- Ropczyce – Zawada – Pustków – Ocieka – Blizna – Niwiska (skrzyżowanie szlaków)
- Ropczyce – Borki Chechelskie – Broniszów – Wielopole Skrzyńskie – Szufnarowa-Pniaki (skrzyżowanie szlaków)

## Współpraca
Miejscowości partnerskie:
- Busk, Ukraina
- Lokeren, Belgia
- Ochsenfurt, Niemcy
- Stropkov, Słowacja

## Honorowi obywatele Miasta Ropczyce
- Kazimierz Badeni (1897)[50]
- Bruno Krise
- ks. Stanisław Skorodecki[51]
- Magdalena Kocój w maju 2007 r.[51]
- Stanisław Misztal[51]
- Jan Winter[52]
- ks. prałat Stanisław Słowik[52]
- ks. prałat Michał Heller w maju 2010 r.[52]
- ks. prałat Jan Delekta w 2012 r.[52]
- Jan Kopeć w 2012 r.[52]
- Stanisław Ziemiński w 2012 r.[52]
- bp. Kazimierz Górny 16 listopada 2012 r.[52]

## Znane osoby związane z Ropczycami
- Józef Mehoffer, polski malarz, witrażysta, grafik, jeden z najbardziej wyrazistych przedstawicieli Młodej Polski.